# 野蓟
野蓟（学名：Cirsium maackii）是菊科蓟属的植物。分布在俄罗斯、朝鲜以及中国大陆的河北、安徽、辽宁、四川、吉林、浙江、黑龙江、江苏、山东等地，生长于海拔140米至1,100米的地区，常生长在草甸、山坡草地、林缘以及林旁，目前尚未由人工引种栽培。

## 别名
牛戳口

## 异名
- Cirsium maackii Maxim. f. albiflorum W. Wang et C. Y. Li